# Erwin Eisch

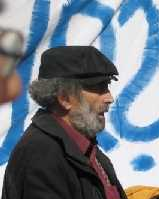
Erwin Eisch bei einer Demonstration im Jahr 2008

Erwin Eisch (* 18. April 1927 in Frauenau, Bayerischer Wald; † 25. Januar 2022 in Zwiesel) war ein deutscher Glaskünstler und Maler.
Erwin Eisch galt seit den 1960er Jahren mit Harvey Littleton als Begründer der internationalen Studioglasbewegung, als einer der ersten Künstler, der Glas als Medium des künstlerischen Ausdrucks einsetzte. Zuletzt war sein künstlerischer Schwerpunkt die Malerei.

## Leben

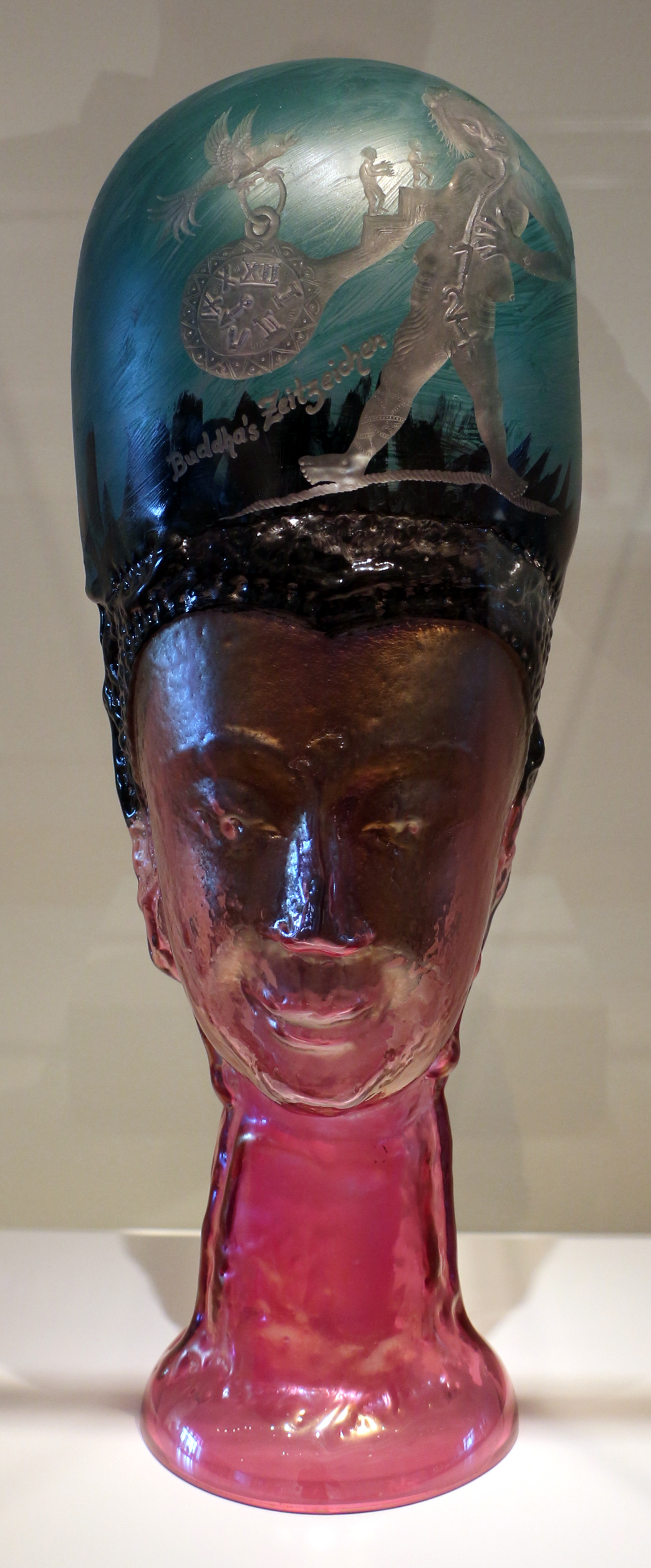
Buddha, 1988

Erwin Eisch war das älteste von sechs Kindern des Musikanten und Glasgraveurs Valentin Eisch und dessen späterer Ehefrau Therese Hirtreiter. Nach dem Zweiten Weltkrieg gründete Valentin Eisch eine eigene Glashütte in Frauenau.
Nach seiner Ausbildung zum Glasgraveur in der Werkstatt seines Vaters von 1946 bis 1949 studierte er bis 1952 an der Akademie der Bildenden Künste München Glasdesign, Bildhauerei und Innenarchitektur. 1952 kehrte er nach Frauenau zurück, baute mit seiner Familie einen 3-Hafenofen und hatte erste Kontakte mit flüssigem Glas. Von 1956 bis 1959 setzte er sein Studium der Bildhauerei und Malerei in München fort.
In dieser Zeit war er 1957 bis 1959 Gründungsmitglied der Künstlergruppe SPUR, 1960 betrieb er zusammen mit seiner späteren Frau Gretel Stadler und Max Strack die Abspaltung der Künstlergruppe RADAMA.
1962 besuchte Harvey Littleton Frauenau, wodurch Eisch einen ersten Kontakt zur amerikanischen Studioglasbewegung erhielt. 1964 erhielt er eine Einladung zum 1. World Crafts Council nach New York City und zum 1. Glasseminar mit Harvey Littleton an der University of Wisconsin. In Frauenau gründete er 1965 ein eigenes Glasstudio. In den 1980er Jahren organisierte Erwin Eisch dreimal das Internationale Glassymposium in Frauenau mit.
1988 gründete er zusammen mit anderen das „Bild-Werk Frauenau“. Er war seit 1962 verheiratet mit der Bildhauerin Gretel Stadler. Der Ehe entstammen fünf Kinder.
Erwin Eisch war maßgeblich am Konzept und der Eröffnung des Glasmuseums Frauenau im Jahre 1975 beteiligt. Seiner freundschaftlichen Verbundenheit mit dem Stuttgarter Kunsthistoriker Wolfgang Kermer ist zu verdanken, dass dessen Glassammlung 1982 als Schenkung an das Museum ging. Allein 46 Werke Erwin Eischs aus dem Zeitraum 1967 bis 1976 umfasst der Frauenauer Sammlungskatalog Wolfgang Kermers.
Aufgrund von Streitigkeiten wegen der Überschreitung der geplanten Baukosten von 1,4 Millionen Euro für einen Museumsneubau gab er die 2007 verliehene Ehrenbürgerurkunde im Frühjahr 2009 an die Gemeinde Frauenau zurück.

## Lehraufträge
- Ab 1964 verschiedene Gastprofessuren in den USA und Europa
- Ab 1988 Lehrtätigkeit in der Sommerakademie in Frauenau

## Auszeichnungen
- 1977 Ehrenpreis, Coburger Glaspreis
- 1982 Honory Membership G.A.S.
- 1985 1. Preis Coburger Glaspreis
- 1987 Kulturpreis Ostbayern
- 1992 Krystallnacht Project, Gold Award für „My love to Anne Frank“, American Interfaith Institut Philadelphia
- 1995 Lifetime Achievement Award G.A.S.
- 2002 Lifetime Achievement Award, Urban Glass, Brooklyn, NY
- 2021 Kulturpreis Bayern

## Ausstellungen, Auswahl
Erwin Eisch war von 1959 bis 2005 in über 150 Ausstellungen in Deutschland, Europa, Nordamerika und Japan vertreten.